# 大木親照
大木 親照（おおき ちかてる）は、安土桃山時代から江戸時代初期の前期。

## 経歴
甲斐国八代郡大木郷の武士・大木親忠の子。大木氏は三枝氏の一族といい、親照の曾祖父の代より武田氏に従っていたという。天正10年（1582年）武田氏が滅亡すると父・親忠は甲斐に入った徳川家康に従ったが、同年の天正壬午の乱で信濃国佐久郡蘆田で後北条氏と戦って戦死した。当時、初千代と称していた親照は大木氏の家督を継ぎ、所領及び紺座の座役など62貫500文の安堵を受けている。
天正19年（1591年）家康の関東移封に伴って武蔵国高麗郡・男衾郡に所領替えとなる。またこの頃、関東浪人平定のため川船改役を命じられたともいう。後年、膳奉行を務めた。慶安2年（1649年）死去。家督は長男の親茂が継ぎ、他に二子が別家を立てている。また次男の昌吉は母の実家・飯室氏を継いでいる。